# Kurt Richter (Regisseur)
Kurt Richter (* 1870 oder 1871; † 16. Februar 1920 in Riesa) war ein deutscher Theaterschauspieler und -regisseur.

## Leben und Wirken
Er war der älteste Sohn des Theaterdirektors Moritz Richter. Richter, über dessen Biografie nur wenig bekannt ist, wirkte als Darsteller und Regisseur bei der 1876 von seinem Vater in Sachsen gegründeten Theatertruppe Richter, deren Leitung er nach dem Tod des Vaters übernahm. Seine Arbeit als Spielleiter dieser umherreisenden Theatergesellschaft wurde von Zeitgenossen als hervorragend eingeschätzt. Die bereits durch den Ersten Weltkrieg angeschlagene Theaterdirektion Richter löste sich einige Zeit nach seinem Tod auf. Zu den Stücken, die er zur Aufführung brachte, gehörte zum Beispiel das Lustspiel Cyprienne von Victorien Sardou.